# José Loureiro Crespo
José Loureiro Crespo, nacido en Pontevedra el 2 de marzo de 1880 y fallecido en la misma ciudad el 15 de febrero de 1961,  fue un médico y político gallego.

## Trayectoria
Hijo de Francisco Loureiro Villaverde y Peregrina Crespo Iglesias, fue hermano del también médico Víctor Loureiro Crespo. Estudió medicina en la Universidad de Santiago de Compostela y se doctoró en la Universidad de Madrid en 1923.
Médico en Pontevedra, fue director interino del Hospital Provincial de Pontevedra y secretario del Colegio Médico provincial de Pontevedra en 1906 y presidente del mismo en 1925 y 1932.
Masón, fue concejal republicano de Pontevedra (1912-1919). Como concejal impulsó la regulación de la venta de hortalizas y verduras en los quioscos de la Plaza de la Verdura.  Durante la Segunda República estuvo afiliado a la Izquierda Republicana. Tras el golpe de Estado del 18 de julio de 1936, su coche fue confiscado y fue procesado como masón en los años 40.
Defendió en muchas ocasiones mejoras sanitarias para la parroquia de Mourente y para los barrios de A Seca y O Burgo.
Tiene una calle dedicada en su honor en la capital pontevedresa.

## Vida personal
Se casó con María Pazos Peleteiro en 1912 y fue padre de María Teresa, Victoria, José y Manuel (fallecido en 1920).